# خزي (رواية جي إم كوتزي)
خزي (بالإنجليزية: Disgrace) هي رواية للكاتب الجنوب أفريقي الحائز على جائزة نوبل جي إم كوتزي، نشرت عام 1999، عن دار نشر سيكر آند واربرغ. ترجمت أيضا بعنوان العار، وحازت على جائزة بوكر الأدبية في نفس السنة.

## نبذة عن الرواية
تدور أحداث الرواية في جنوب أفريقيا ما بعد الفصل العنصري، وتتناول قضايا الهوية، والذنب، والانهيار الأخلاقي من خلال شخصية دافيد لوري، أستاذ الأدب الذي يُجبر على الاستقالة من الجامعة بعد فضيحة جنسية مع إحدى طالباته

## شخصيات الرواية
- دافيد لوري:أستاذ جامعي في الأدب بجامعة كيب تاون، في الخمسين من عمره، يعيش أزمة أخلاقية ومهنية بعد تورطه في علاقة مع طالبة، ويُجبر على الاستقالة. يمثل نموذجًا للانحدار الوجودي والقدرية.
- لوسي ابنة دافيد، تعيش في الريف بجنوب أفريقيا، تتعرض لاعتداء عنيف لكنها تختار البقاء، مما يعكس خيارًا وجوديًا مختلفًا عن والدها.
- ميلاني إسحاق طالبة جامعية شابة، تدخل في علاقة غير متكافئة مع دافيد، وتكون سببًا في سقوطه المهني.
- بيف شو امرأة متزوجة تعمل في رعاية الحيوانات، تقيم علاقة عابرة مع دافيد، تمثل جانبًا من محاولاته الفاشلة للارتباط الإنساني.
- بتروس مزارع أسود يعمل مع لوسي، يمثل التحولات الاجتماعية في جنوب أفريقيا ما بعد الفصل العنصري، ويحاول السيطرة على أرض لوسي.
- ثريا: عاملة جنس اعتاد دافيد زيارتها، تمثل علاقاته العابرة والمحرّمة.
- روزاليند: طليقة دافيد الثانية، حادة الطباع، لا تخفي احتقارها له.
- راين: صديق ميلاني، يكن عداءً شديدًا لدافيد.
- هيلين: صديقة لوسي السابقة، كانت تربطها بها علاقة حميمية.[6]

## اقتباسات
"لقد انتهى زمن الرغبة، لكن لم ينته زمن الحاجة." يعكس هذا الاقتباس الصراع الداخلي لدافيد بين تقدمه في العمر واستمرار احتياجاته العاطفية والجسدية.
"الكلب لا يشتكي، لا يطلب شيئًا، فقط ينظر إليك بعينيه المليئتين بالاستسلام." تصوير مؤلم للمشاركة الوجدانية بين دافيد والكلاب، كرمز للضعف الإنساني.
"الاعتراف ليس اعتذارًا. أنا أعترف، لكنني لا أعتذر." يوضح هذا الموقف المتعنت لدافيد أمام لجنة التحقيق، ويكشف عن كبريائه رغم سقوطه الأخلاقي.

"ربما لا نُشفى أبدًا، بل فقط نتعلم كيف نعيش مع الجرح." تأمل فلسفي في الألم والقدرة على التكيف، كما يتجلى في شخصية لوسي بعد الاعتداء.

## أسلوب الرواية
رواية خزي تعتمد أسلوبًا سرديًا بسيطًا وواضحًا، يتجنب الزخرفة اللغوية ويعتمد على جمل قصيرة وإيقاع هادئ. يستخدم الكاتب ضمير الغائب في السرد، مما يمنح النص مسافة تأملية ويتيح للقارئ متابعة تطور الشخصيات دون تدخل مباشر من الراوي. يركز السرد على البعد النفسي للشخصيات، خاصة البطل، من خلال وصف دقيق لمشاعره وتناقضاته. كما يقلل كويتزي من استخدام الحوار، ويمنح مساحة أكبر للتأملات الداخلية، مما يعكس الطابع الفلسفي للرواية ويعزز من شعور القارئ بالعزلة والانكسار الذي يعيشه البطل.

## روابط خارجية
- العار (رواية جي إم كوتزي) على موقع الموسوعة البريطانية (الإنجليزية)